# Picsou Magazine
Ne doit pas être confondu avec Super Picsou Géant.
Picsou Magazine est un magazine bimestriel français de bande dessinée destiné à la jeunesse. Il est édité par Unique Heritage Entertainment, filiale de Unique Heritage Media.

## Origine
Il porte le nom du personnage de Balthazar Picsou (Scrooge McDuck en anglais), inventé par le dessinateur Carl Barks.
Créé en mars 1972, ce magazine rassemble des bandes dessinées de personnages de l'univers des canards de Disney. On trouve aussi dans le magazine, des jeux, des mini-récits et des informations ludiques.

## Contenu et évolution
On peut distinguer plusieurs périodes dans l'histoire du magazine, d'après l'indexation de la base Inducks.
- Des débuts jusqu'au milieu des années 1980 : grandes aventures issues de l'école Disney italienne, notamment Romano Scarpa, Giovan Battista Carpi, Giorgio Cavazzano, Marco Rota, Luciano Bottaro, etc. (publiées à l'origine dans Almanacco Topolino, dont le format a clairement inspiré Picsou Magazine) ; production dite Studio (scénaristes américains et dessinateurs argentins pour la plupart, ou italiens) produites aux États-Unis pour l'Europe et l'Amérique du Sud, et reprises directement de l'Almanacco Topolino. Également quelques histoires américaines anciennes de Barks.

Le no 2 (avril 1972) offre collé sur la couverture le sou fétiche de Picsou, il s'agit d'une médaille dorée, reproduisant à l'avers le portrait du milliardaire et au revers, la reproduction exacte de l'avers de la pièce de 10 centimes française en bronze type Cérès (1870-1898).
Le magazine possède alors un supplément de 196 pages, Super Picsou géant, qui deviendra un magazine à part entière à partir de 1983.
- À partir de la nouvelle formule d'août 1987, Picsou Magazine est centré sur trois pôles :
  - les bandes dessinées sont de plus en plus centrées autour des personnages de Donaldville : Donald Duck, Picsou, etc. Les personnages comme Mickey Mouse se retrouvant plutôt dans le Journal de Mickey ;
  - les parties rédactionnelles pour jeunes adolescents se diversifient avec l'apparition de pages cinéma, télévision et jeux vidéo mais perdent les mini-récits ;
  - des gadgets ludiques : mini-répertoire aimanté, pistolet à eau, tours de magie, etc.
- Entre la fin des années 1980 et le début des années 1990 : 
  - Le magazine se recentre sur les histoires de Barks, tout en incorporant les nouvelles productions hollandaises (Bas Heymans, style comique, Ben Verhagen), danoises (histoires courtes) ou brésiliennes (Irineu Soares Rodriguez, avec les histoires de Daisy, en direct de la rédac, ou l'Âge du rock) ;
  - À la fin des années 1990, la rédaction décide de publier en exclusivité les histoires de Don Rosa, dont la Jeunesse de Picsou qui a fait l'objet d'une publication intégrale dans un hors-série, réédité en juin 2004 ; un an plus tard un deuxième hors-série compile les épisodes « bis » et « ter » s'intercalant entre ceux du premier ;
  - Les aventures de Don Rosa et Barks paraissent toujours dans le magazine. Les Danois Vicar et Branca ont également rejoint l'équipe.
- Les années 2000 voient l'arrivée d'histoires d'auteurs italiens et néerlandais lorsque l'atmosphère de celles-ci correspond à celle des aventures de Barks. Les histoires de l'univers de Donald Duck qui ont d'autres sources d'inspiration sont publiées dans Mickey Parade  et Super Picsou Géant.

- De février 2002 à janvier 2003, Picsou Magazine s'essaie à l'humour absurde avec le supplément Coin Coin. Le magazine republie de nouveau la jeunesse de Picsou de Don Rosa, et publie également la bande dessinée adaptée des jouets Bionicle, qui n'a pourtant rien à voir avec l'univers de Picsou. Depuis février 2003 avec le numéro 373, le magazine change de formule et n'est plus agrafé mais a le dos collé. Il conservera cette formule jusqu'en 2019.

- Depuis environ 2003, Picsou Magazine publie surtout des histoires anciennes de Carl Barks et des récentes de William Van Horn, et parfois des grandes aventures de Don Rosa.

- Dans les années 2000, dans les publications Disney françaises, Picsou Magazine occupe le créneau de la branche BD issue du style et de l'univers de Carl Barks et Don Rosa et la partie magazine vise un public de jeunes adolescents. Le style rédactionnel des rubriques est plus ironique et irrévérencieux que dans les autres publications Disney, notamment Le Journal de Mickey, qui est plus didactique et éducatif. En 2011, Picsou magazine possède 1 705 000 lecteurs[1]. Le magazine figure en 2012 à la troisième place des titres les plus lus par la tranche d'âge des 7-12 ans[1]; ranger les 480 numéros que le magazine comptait pour ses 40 ans cette année-là nécessiterait une étagère de 4,5 mètres[1]. Le 500e numéro est sorti en avril 2014[2]. En 2018, le magazine devient bimestriel.

- Le 3 avril 2019, le magazine fait peau neuve pour le numéro 542 en passant de 148 à 304 pages, dont 240 de bandes dessinées. La surprise est remplacée par trois cadeaux en papier avec un poster, huit cartes à collectionner et 169 stickers[3].
- Le 28 juin 2019, le groupe français spécialisé dans les médias et la jeunesse Unique Héritage Média annonce être entré en négociation exclusive avec le groupe Lagardère et The Walt Disney Company pour racheter Disney Hachette Presse (DHP), le détenteur de Picsou Magazine[4],[5],[6].
- En avril 2020 Jean-Baptiste Roux succède à Pascal Pierrey, en tant que rédacteur en chef de Picsou Magazine, de Super Picsou géant, Les Trésors de Picsou ainsi que Les chroniques de Fantomiald.
- En 2020-2021, les couvertures sont réalisées régulièrement par le dessinateur français Morgan Prost.
- En 2022, pour les 50 ans de Picsou magazine, chaque numéro aura pour couverture un dessin inédit de grands dessinateurs Disney, à commencer par le numéro 559, première couverture s'étendant sur la 4e de couverture du Picsou Magazine depuis 1997. Elle est dessinée par Ulrich Schröder et Daan Jippes. Le numéro 560 de février 2022 est dessiné par le dessinateur italien Paolo Mottura.